# Arrondissement Gap
Arrondissement Gap je francouzský arrondissement ležící v departementu Hautes-Alpes v regionu Provence-Alpes-Côte d'Azur. Člení se dále na 23 kantonů a 139 obcí.

## Kantony
| - Aspres-sur-Buëch - Barcillonnette - Chorges - Embrun - Gap-Campagne - Gap-Centre - Gap-Nord-Est - Gap-Nord-Ouest - Gap-Sud-Est - Gap-Sud-Ouest - La Bâtie-Neuve - Laragne-Montéglin | - Orcières - Orpierre - Ribiers - Rosans - Saint-Bonnet-en-Champsaur - Saint-Étienne-en-Dévoluy - Saint-Firmin - Savines-le-Lac - Serres - Tallard - Veynes |